# Luis de Molina

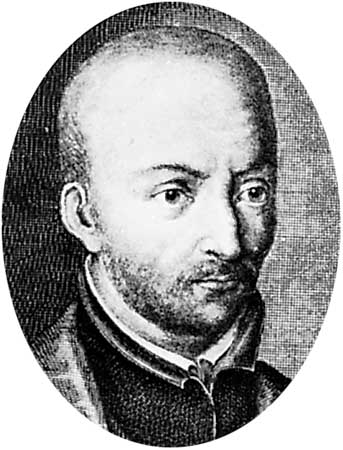
Luis de Molina

Luis de Molina (Cuenca, 7 september 1535 - Madrid, 12 oktober 1600) was een Spaanse jezuïet, filosoof en theoloog die behoorde tot de stroming van de School van Salamanca.
De Molina studeerde van 1551 tot 1552 rechten in Salamanca, van 1552 tot 1553 filosofie in Alcalá en van 1554 tot 1558 theologie in het Portugese Coimbra. Hij trad in 1553 tot de jezuïeten toe en volgde een wetenschappelijke carrière. Tussen 1563 en 1567 doceerde De Molina filosofie in Coimbra, vanaf 1568 theologie in Évora, en vanaf 1591 gaf hij theologie in Cuenca. Kort voor zijn dood hield hij zich bezig met moraaltheologie, waarvoor hij naar Madrid was geroepen.

## Contrareformatie
In de periode na het Concilie van Trente bezon de Rooms-Katholieke Kerk zich op haar theologie. Ook de katholieke dogmatiek werd nieuw doordacht. Salamanca werd hiervan het centrum samen met de andere Spaanse universiteiten. De door de Reformatie opgeworpen vragen omtrent de rechtvaardigingsleer, predestinatieleer en de erfzonde vormden belangrijke thema's. Tussen het als pessimisme waargenomen protestantisme en als optimisme waargenomen begin van de Verlichting vormden zich verschillende katholieke scholen, waaronder die van De Molina.

## Arminianen
Binnen het protestantisme werd ook gebruik gemaakt van het gedachtegoed van Molina. De bekende Jacobus Arminius maakte ook gebruik van Molina's middenkennis. De leer van Arminius en zijn volgelingen werd echter verworpen op de Nationale Synode van Dordrecht in 1618-1619.

## Genadestrijd
Luis De Molina hield zich vooral bezig met de relatie tussen de genade en de menselijke vrije wil. Het Concilie van Trente had gesteld dat de rechtvaardiging door de vrijwillige en toestemmende acceptatie van genade plaatshad. De Molina stelde nu in zijn boek Liberi arbitrii cum gratiae donis, dat de medewerking van Gods genade (concursus divinus) met de menselijke vrije wil door een weten van God werd gewaarborgd. God weet namelijk, vond De Molina, hoe iemand zich in welke omstandigheden gedraagt. Wanneer iemand in de door God bepaalde omstandigheden uit vrije wil de genade aanvaardt, wordt die genade werkzaam. De specifieke "voorkennis" van God wordt door De Molina scientia media genoemd. Daarmee verzoende hij de alwetendheid van God met de vrije wil van de mens. In tegenstelling hiermee werd de thomistische leer van de dominicaan Domingo Banez ontwikkeld, die uitging van de predestinerende praemotio physica.
Luis de Molina speelde een hoofdrol in deze "genadestrijd" tussen jezuïeten en thomisten. Achteraf bezien probeerde De Molina in zijn ontwerp onder indruk van de maatschappelijke ontwikkelingen meer rekening te houden met het concept van menselijke vrijheid dan men tot dan toe gewend was. Zijn opvattingen hebben daarom regelmatig onder verdenking van semipelagianisme gestaan.
De genadestrijd werd tijdelijk onderbroken door een machtswoord van paus Paulus V in 1607. Hij verbood beide partijen elkaar te verketteren. De strijd laaide weer op in het kader van het conflict rond het jansenisme. Tot aan het begin van de 20e eeuw zou men de term "jezuïetentheologie" een rationalistisch antithomisme aanduiden.

## Werk
- Liberi arbitrii cum gratiae donis, divina praescientia, providentia, praedestinatione et reprobatione concordia, Lissabon 1588
- De Hispanorum primogeniorum origine ac natura (in het Latijn), 1588
- Commentaria in primam Divi Thomae partem, Cuenca 1592
- De iustitia et iure,  6 delen, 1593–1609
  - De iustitia et iure (in het Latijn). 1. Coloniae Allobrogum: Marc Michel & C Bousquet. 1733
  - De iustitia et iure (in het Latijn). 2. Coloniae Allobrogum: Marc Michel & C Bousquet. 1733
  - De iustitia et iure (in het Latijn). 3. Coloniae Allobrogum: Marc Michel & C Bousquet. 1733
  - De iustitia et iure (in het Latijn). 4. Coloniae Allobrogum: Marc Michel & C Bousquet. 1733
  - De iustitia et iure (in het Latijn). 5. Coloniae Allobrogum: Marc Michel & C Bousquet. 1733

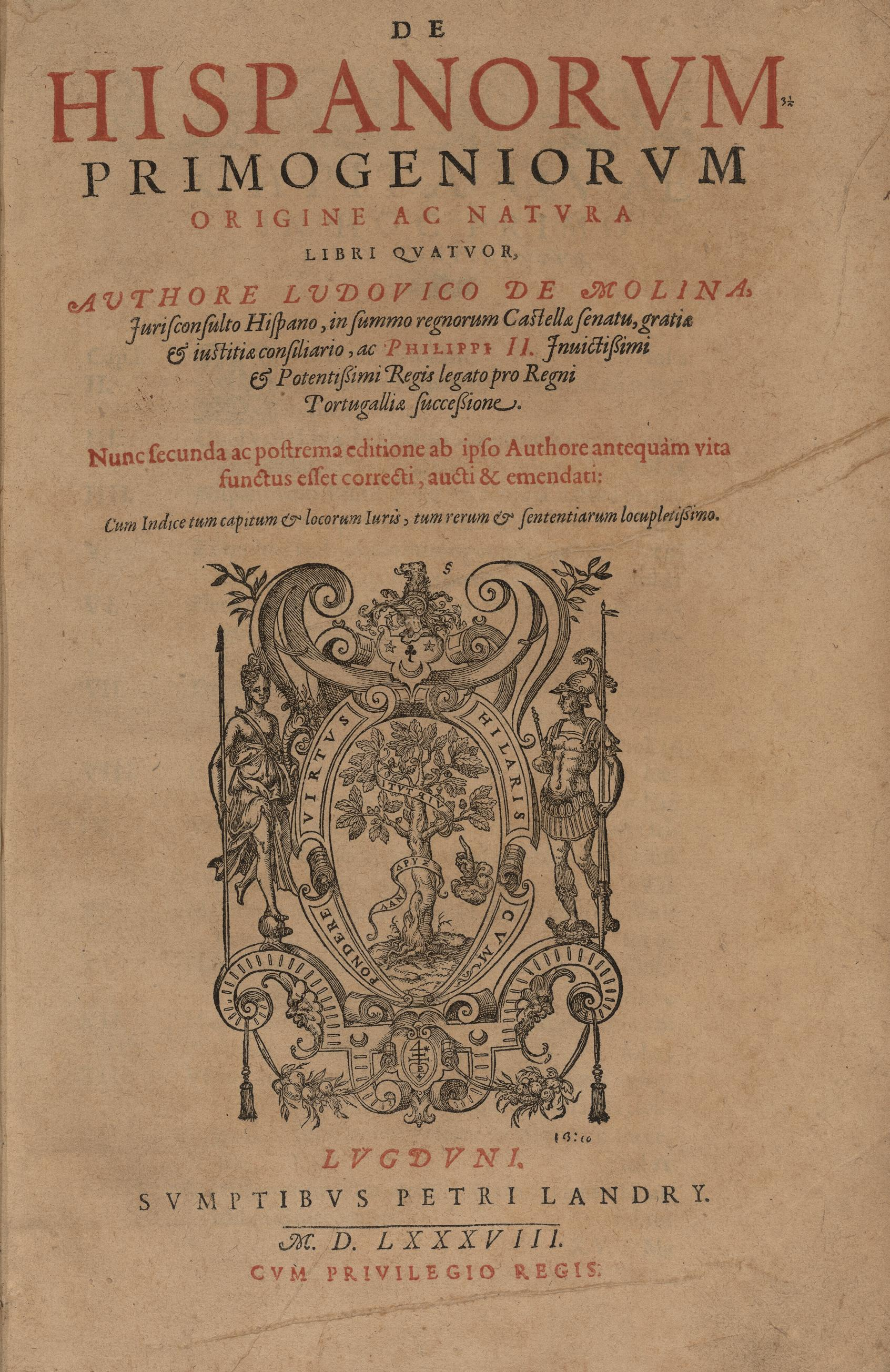
De Hispanorum primogeniorum origine ac natura, 1588
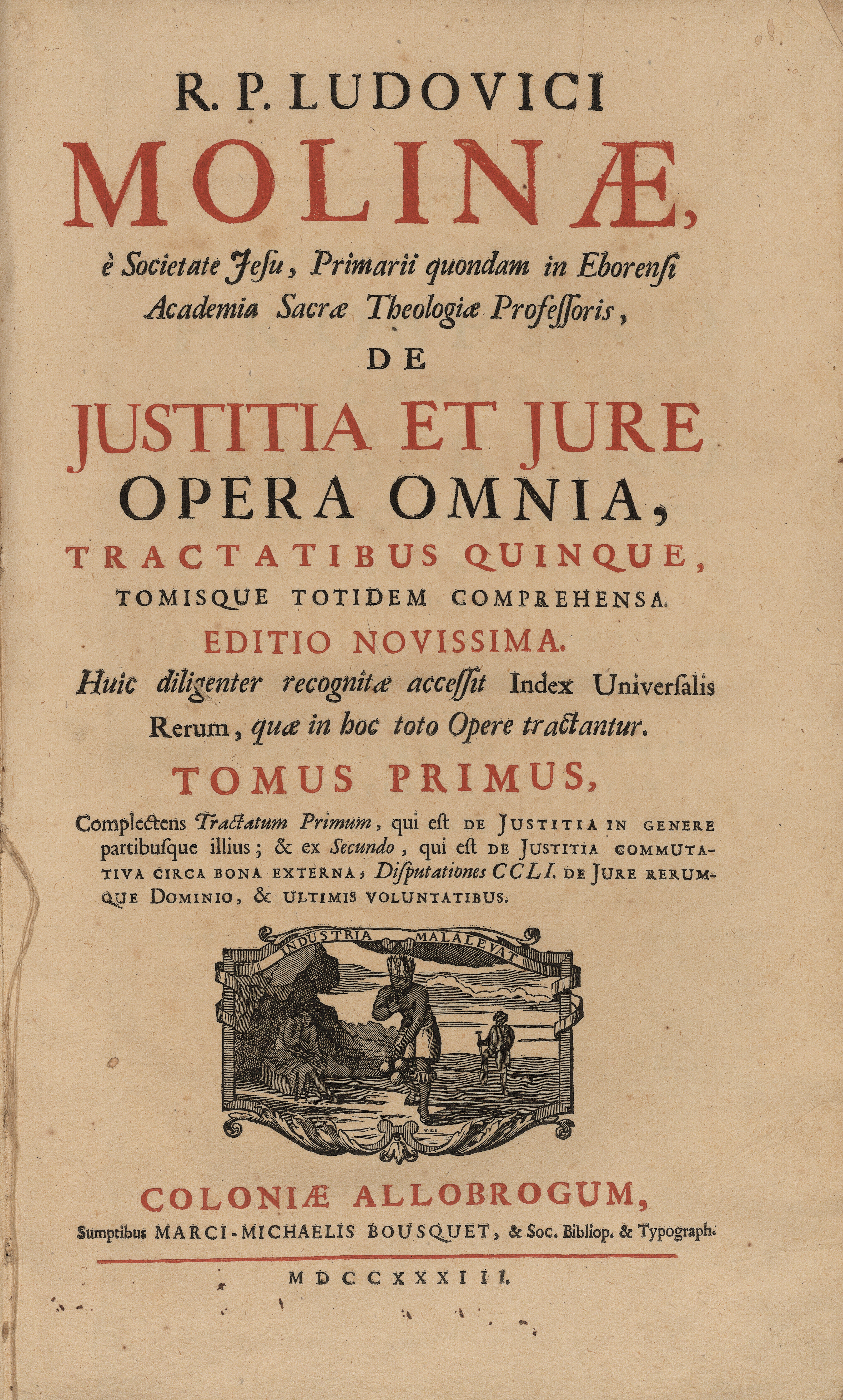
De iustitia et iure, 1733